# 海南島語言史

閩語分佈圖，為海南閩語

海南島語言史，是指海南島使用官方標準語及地方語言的歷史，尤其講述自1950年代以來中华人民共和国政府推廣普通話政策下，民间、學校和传媒裡各語言的興衰、現狀。海南人口以漢族為主，多數為福建移民後裔，還有黎、苗、回、壯、瑤、侗等中國少數民族，使用超過14種漢語分支（通稱方言）和民族語，包括勉語、臨高話、村話、黎語、海南閩語、粵語儋州話、疍家話、邁話、客家話、軍話、𠊎話、回輝話，不同語言（或方言）者溝通有困難。

## 歷史

### 唐至清
隋唐至清朝閩人遷瓊，有明確記載的自中土先祖共270位，帶來了閩語，演變為海南閩語。曾經海南閩語母語人口遍及全島大部，除了儋州、臨高和島內中南部少數民族地區。

### 現代

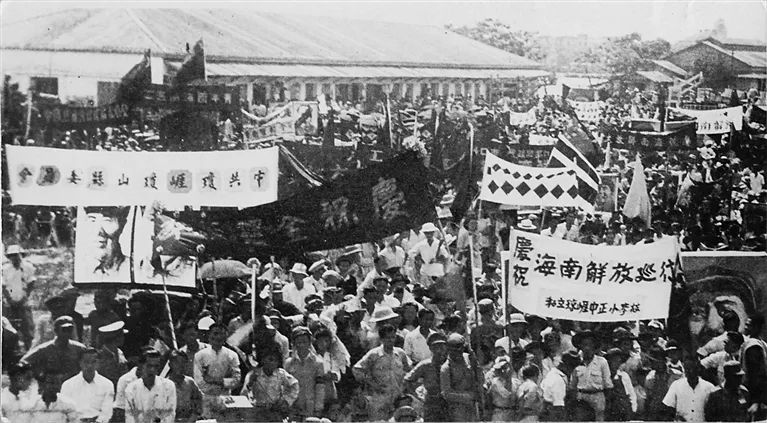
1950年5月1日海南岛战役结束，民眾手持“祝海南解放巡行”標語

1950年海南島戰役後，中共帶着外省班子和北方官話到海南，開墾礦業和農林。1988年海南建省，大量「闖海人」到海南創業，普通話借勢南下。但在1999年、2012年均有學者認為海南省官方推普政策的成效甚微。

## 學校

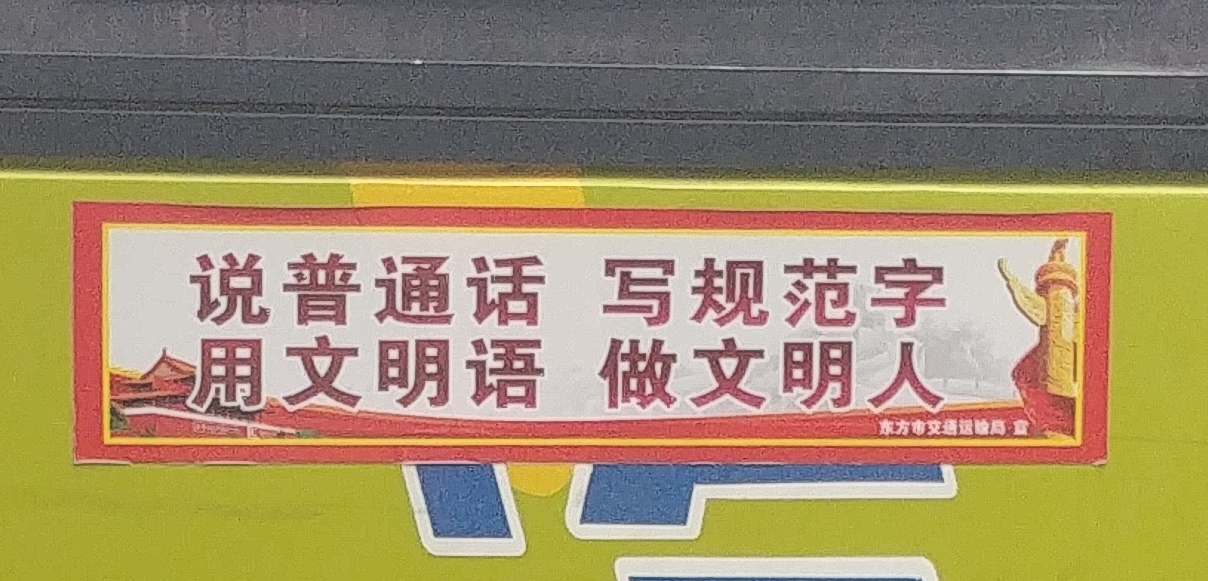
東方市交通運輸局在公車貼的標語，將「普通話」和「文明人」並列

自2000年以來，越來越多的海南年輕一代只講普通話，而本地語言例如海南閩語與黎語的語言能力則有下降趨勢。
方言教育方面，海南省的高校，包括海南大學、海南師範大學、瓊州大學等都沒開設與海南方言的方言教育課程。各高校相關的漢語方言教學只有漢語專業學生的現代漢語基礎課程，只講漢語方言的相關概念，不涉海南閩語。海南大學海南方言研究所2003年成立。

## 各本土語與普通話的現狀

### 漢族

#### 海南閩語
海南島多數居民的母語為海南閩語。據2015年研究以469個中學生為樣本，海口市18.89%中學生完全不會海南閩語，35.02%只會說一點，46.08%會說。小時先學會的語言，海口市51.61%先學普通話、24.88%雙語同時學；文昌市農村6.72%最先學普通話、15%雙語同時學，70.15%最先學海南閩語。在公共場合是否講海南閩語，海口市已基本不講，文昌市和農村都不超過31%。自評普通話比海南閩語流利的中學生，海口市有82.49%，文昌市沒顯著差異，農村65.67%。

#### 粵語蜑家話
疍家人的母語為粵語疍家話，與廣州話大體無異。2019年訪問210人，與年幼親屬（含子女）講粵語的下降至43%，「疍家话的语言技能使用出现了明显退化」、「疍家话使用场所目前主要局限在家里或作业的海上」。

### 黎族

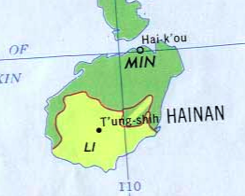
1967年語言分佈圖（全國地圖見此，深綠色是海南閩語，淺綠色是黎語）

黎族人的母語黎語屬壯侗語系。2017年調查307個黎族青年，僅餘45%會說黎語，45%會普通話，只講普通話的約佔10%。90%的人至少會兩門語言，具體是哪兩門卻各有不同：會普通話和黎語佔40%，普通話和粵語儋州話佔11%，講普通話和軍話佔13%；講普通話和海南閩語佔10%。當不懂如何用黎語表達時，一般語碼轉換為普通話；如果雙方都懂海南話，就會用海南話來交流。黎族青年自評普通話「很流利」68.7%，黎語「很流利」25.1%。黎族青年的第一語言是普通話（58.6%），其次是黎語（31.3%）。與父母交流時，使用黎語的比例40.7%，使用普通話32.8%，混用23%。在公共場所——本地市場、醫院和郵局，普通話使用率均超過90%。

## 日常社會

### 交通
海南全省僅有洋浦經濟開發區的巴士設有儋州話報站，其他的皆為普通話或英文。
2012年11月，有中國大陸網友在網上發網帖，引起網民討論在海南東環鐵路動車上增加海南話播報的可行性。粵海鐵公司相關負責人表示「時機還不成熟」。
2012年12月，有九成網民支持在海口市的巴士上增設海南話報站，海口市道路運輸管理處表示時機尚未成熟、操作有難度。
2020年9月，再有市民建議於海口的公交車上增加海南話方言報站。
2020年10月，海南省首條城市軌道交通三亞有軌電車通車，設有普通話、英文、海南話三語報站。

### 方言歌曲

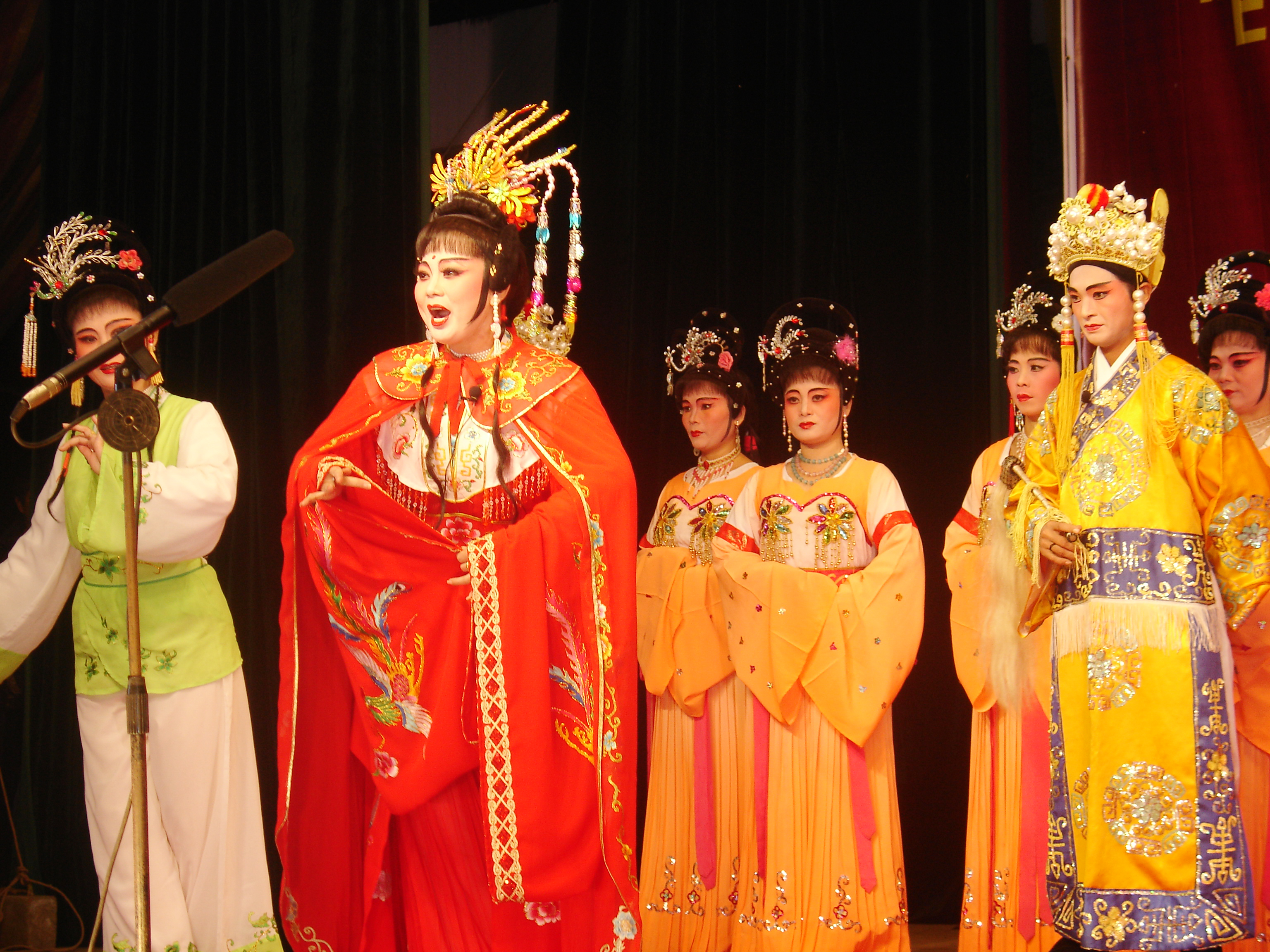
瓊劇表演

普通話的普及和推廣，極大地擴大了普通話歌曲的知名度，也衝擊了許多方言歌曲的普及和傳播。海南方言歌曲和傳統戲曲的演出市場逐漸變小，演出藝人也逐漸減少。特別是在海南很多城市很少看到有關地方方言歌曲和傳統戲曲的演出，只有在政府組織的個別文化活動和節慶活動中才能看到這種傳統文化的存在。

### 方言電視、電台
海南的方言電視節目截至2018年已經發展了11年，但與中國大陸各省份的同質節目相比，海南方言欄目少、形式單一。由於起步晚、發展慢，欄目整體質量不理想，發展前景堪憂。
以海南閩語為主要語言的電視欄目不多，包括有2008年5月首播的《謝忠故事會》和2009年海南第一頻道首播的情景喜劇《海南一家親》。節目於2013年12月23日停播，據稱是受到新媒體的強烈衝擊。
海南台在2014年制作海南情景喜劇《綠島人家》。2019年，《綠島人家》第五季在海南綜合頻道被結束。
海南電視台曾經用海南方言播出過一檔新聞節目，2009年被取消。海南成功播出的方言電視節目包括瓊劇節目《呀諾達滴》、《海南一家親》、《謝忠故事會》、《椰城儂家》等，而欄目《謝忠故事會》主持人謝忠的名字也深入人心。
在2014年海南省民族宗教事務委員會的提案中，有委員建議在民族自治縣市的電視台、廣播電台，開設黎語新聞欄目和黎族民間傳統文化節目。2019年海南省再有政協提案，建議增設黎語廣播電視節目。
電台方面，海南台民生廣播以普通話和海南閩語文昌話雙語播出。新加坡新傳媒958城市頻道也會每天播出5分鐘的《瓊語新聞》。

## 官方政策
2012年，海口市是中華人民共和國全國36個一類城市中唯一沒有通過「國家語言文字評估驗收」的城市。
2018年5月15日，為奠定好打贏脫貧攻堅戰、全面建成小康社會的語言基礎，海南省教育廳、海南省扶貧辦、海南省語言文字工作委員會印發《〈海南省推普脫貧攻堅行動計劃（2018－2020年）〉實施方案》，要求每個行政村舉辦推普「脫貧培訓班」。根據省脫貧攻堅行動計劃，到2020年，貧困地區普通話普及率明顯提高，初步具備用普通話交流的語言環境。

## 延伸閱讀
- 中國的方言教學
- 海南閩語、海南語言及方言
- 瓊劇